# Klein buiswier
Het klein buiswier (Vertebrata lanosa) is een roodwierensoort uit de familie Rhodomelaceae van de orde Ceramiales. Het is een in West-Europa veelvoorkomende algensoort die vaak op knotswier groeit.

## Kenmerken
Het klein buiswier vormt struikjes tot 75 mm hoog, die donker rood-paars tot bijna zwart van kleur zijn. Het thallus (plantvorm) is opgebouwd uit vertakte filamenten die bestaan uit een centrale draad van cellen, met daaromheen een ring van maximaal 24 ‘pericentrale’ cellen.